# Ферит (залізо)

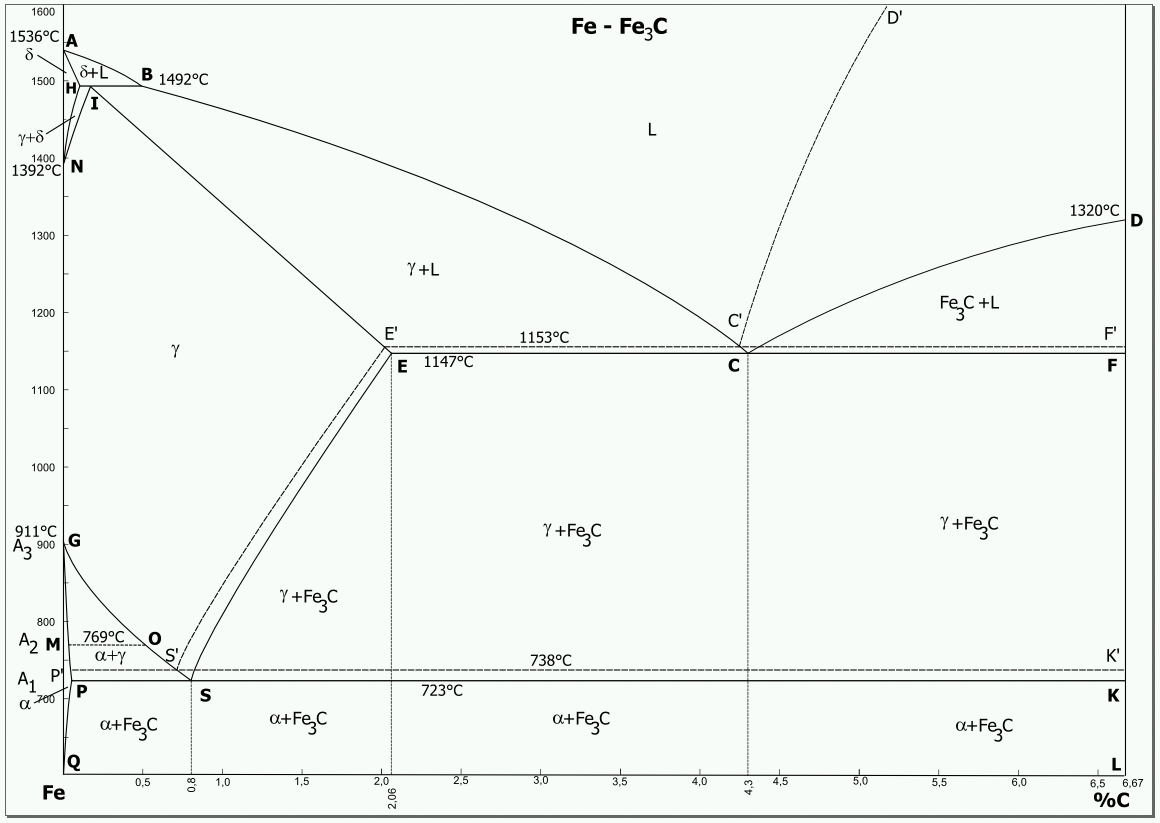
Головна частина діаграми стану сплавів «залізо-вуглець»

Фери́т (від лат. ferrum — залізо) — твердий розчин проникнення вуглецю в α-залізі (α-ферит) з ОЦК (об'ємно-центрованою кубічною ґраткою) чи у δ-залізі (δ-ферит) з ОЦК більшого розміру, близька за складом до заліза (Fe) структурна складова вуглецевих сталей і чавунів, а також легованих сталей і чавунів, що містять, крім заліза і вуглецю, добавки інших металів. Крім цього, ферит — фазова складова інших структур, наприклад, перліту, що складається з фериту і цементиту. 

## Основні поняття
Згідно з діаграмою стану «залізо-вуглець» у фериті розчиняється дуже мало вуглецю (до 0,03 %), але в легованих сталях в ньому можуть бути інші метали в розчиненому вигляді (твердий розчин заміщення). Кількість розчиненого елемента визначається межею розчинності при кімнатній температурі на діаграмі стану «залізо — легуючий елемент».
У процесі термічної обробки сплавів при нагріванні до 723 °С ферит переходить у високотемпературну фазу — аустеніт, температура переходу визначається складом фериту, при повільному охолодженні йде зворотний процес. При швидкому охолодженні (загартуванню) сталі ферит, який входив в перліт перед нагріванням, не утворюється, а з аустеніту утворюється структура мартенситу з поліпшеними механічними властивостями.
У деяких легованих сталях ферит при нагріванні не переходить в аустеніт (феритні сталі), у них підвищена міцність при високих температурах і вони стійкі до корозії та інших хімічних впливів.
Залізо під час нагрівання зазнає декількох алотропічних перетворень, при яких, α-залізо, що існує за кімнатної температури, переходить у γ-залізо і δ-залізо за температур 910 і 1392 °С відповідно. 

## Властивості
Ферит має змінну граничну розчинність вуглецю: мінімальну — 0,006 % при кімнатній температурі (точка Q), максимальну — 0,022 % при температурі 723 °C (точка P). Атоми вуглецю розташовані в центрі грані чи на середині ребер куба, а також у дефектах гратки.
При температурі понад 1392 °C існує δ-ферит (високотемпературний ферит) із граничною розчинністю вуглецю близько 0,1 % (за температури 1493 °C — точка H).
Властивості фериту наближені до властивостей чистого заліза. Він є м'яким (твердість — 80-100 НВ; границя міцності при розтяганні σB = 250–300 МПа; відносне видовження δ = 30–40 %), пластичним і магнітним до 768 °C матеріалом.